# The Power of One (sång)
The Power of One är en ballad med Donna Summer från 2000. Den är ledmotiv till filmen Pokémon 2 - Ensam är stark från samma år och är producerad av David Foster.

## Låtlistor

### USA, CD-singel #1
1. Donna Summer: "The Power Of One" (Album Version) - 3:50
2. Ralph Schuckett: "The Legend Comes To Life" (from "The Power Of One" score) - 4:15

### USA, CD-singel #2
1. "The Power of One" (Jonathan Peters' Club Mix) - 8:18
2. "The Power of One" (Tommy Musto Vocal Mix) - 9:16
3. "The Power of One" (Jonathan Peters' Sound Factory Club Mix) - 10:21
4. "The Power of One" (Tommy Musto Gel Dub) - 7:29

### USA, 12"-single
Side A:
1. "The Power of One" (Jonathan Peters' Club Mix) - 8:18
2. "The Power of One" (Jonathan Peters Radio Mix)

Side B: 
1. "The Power of One" (Tommy Musto Vocal Mix) - 9:16
2. "The Power of One" (Musto Beats) - 2:44

### USA, 2 X 12"-promosingel
Sida A:
1. "The Power of One" (Jonathan Peters Club Mix)
2. "The Power of One" (Jonathan Peters Radio Mix)

Sida B:
1. "The Power of One" (Tommy Musto Vocal Mix)
2. "The Power of One" (Musto Beats)

Sida C: 
1. "The Power of One" (Sound Factory Club Mix)
2. "The Power of One" (Drum-A-Pella)

Sida D: 
1. "The Power of One" (Tommy Musto Gel Dub)
2. "The Power of One" (JP Sound Factory Dub Mix)